# マクスウェルの関係式
マクスウェルの関係式（マクスウェルのかんけいしき、英: Maxwell relations）とは、熱力学における温度、圧力、エントロピー、体積という4つの状態量の間に成り立つ関係式。ジェームズ・クラーク・マクスウェルによって導出された。これらの関係式によって、測定が困難なエントロピーの変化量を、圧力、温度、体積の変化という、測定がより簡単な量で置き換えることができる
。

## 関係式
化学ポテンシャルを無視するものとして、次の4つの関係式が成立する。
これをマクスウェルの関係式と呼ぶ。
{\displaystyle \left({\frac {\partial T}{\partial V}}\right)_{S}=-\left({\frac {\partial P}{\partial S}}\right)_{V}}
{\displaystyle \left({\frac {\partial T}{\partial P}}\right)_{S}=\left({\frac {\partial V}{\partial S}}\right)_{P}}
{\displaystyle \left({\frac {\partial S}{\partial V}}\right)_{T}=\left({\frac {\partial P}{\partial T}}\right)_{V}}
{\displaystyle \left({\frac {\partial S}{\partial P}}\right)_{T}=-\left({\frac {\partial V}{\partial T}}\right)_{P}}
ここで、P :圧力、V :体積、T :温度、S :エントロピーである。

### ヤコビアン
ヤコビアンを用いると、これら4式をまとめて
{\displaystyle {\frac {\partial (T,S)}{\partial (P,V)}}=1}
と表すことができる。

## 導出
マクスウェルの関係式は、内部エネルギー U、ヘルムホルツエネルギー F、ギブズエネルギー G、エンタルピー  H の4つの熱力学ポテンシャルにおいて、2階偏導関数が連続で偏微分の順序が交換できるとすれば導かれる。実際、内部エネルギーに対する偏微分
{\displaystyle {\frac {\partial }{\partial V}}\left({\frac {\partial U}{\partial S}}\right)={\frac {\partial }{\partial S}}\left({\frac {\partial U}{\partial V}}\right)}
において、関係式
{\displaystyle \left({\frac {\partial U}{\partial S}}\right)_{V}=T,\quad \left({\frac {\partial U}{\partial V}}\right)_{S}=-P}
に注意すれば、第一式を得る。他の三つの導出についても同様である。